# Cor Rutgers

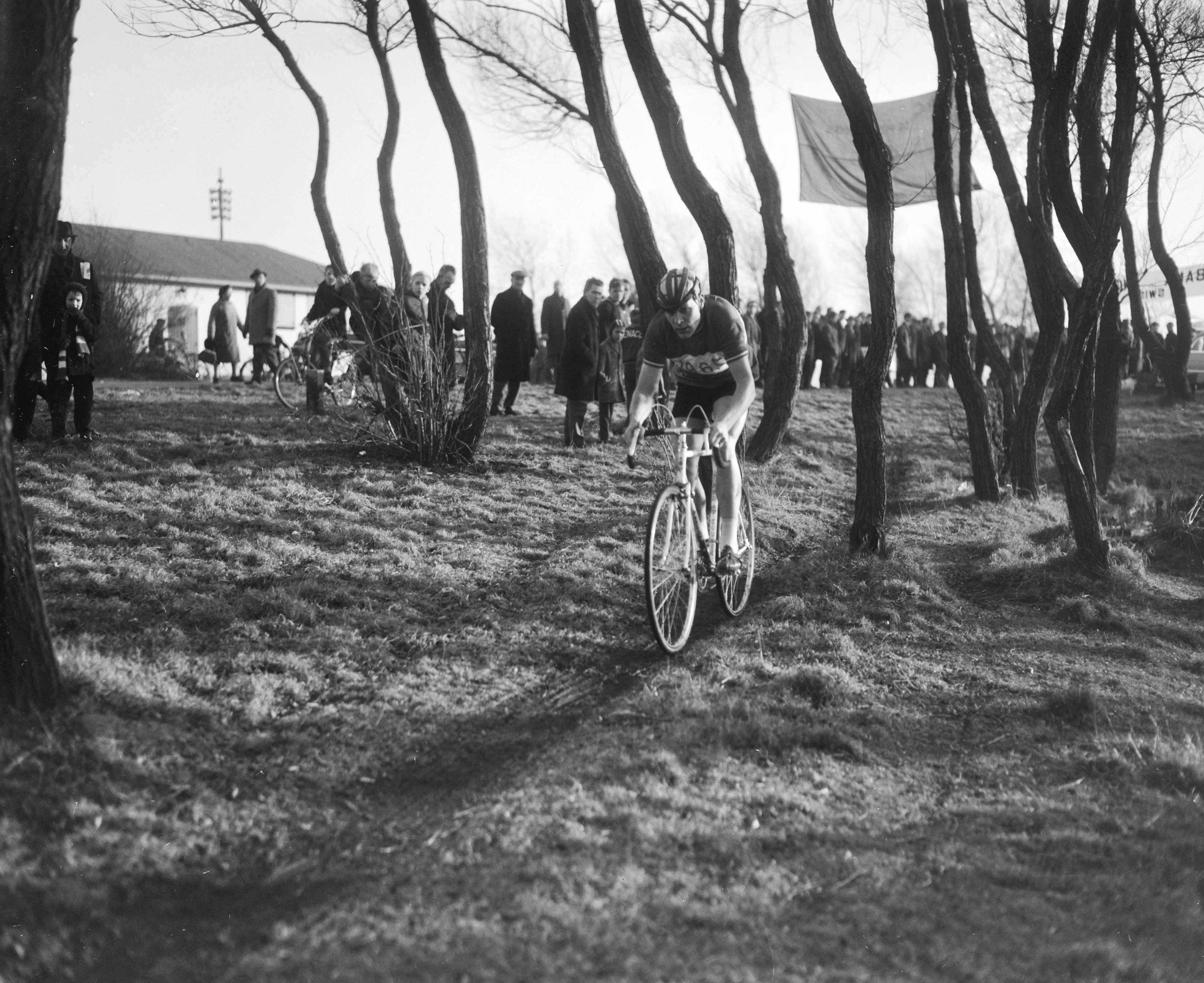
Cor Rutgers (1966)

Cor Rutgers (* 1940 in Naarden) ist ein ehemaliger niederländischer Radrennfahrer und nationaler Meister im Radsport.

## Sportliche Laufbahn
Rutgers war im Querfeldeinrennen (heutige Bezeichnung Cyclosport) aktiv. 1964 gewann er den Titel im Querfeldeinrennen vor Huub Harings, 1965 vor Cock van der Hulst. 1963 und 1969 war er Vize-Meister, 1966 Dritter der Meisterschaft.
Fünfmal startete er bei den UCI-Cyclocross-Weltmeisterschaften. 1963 wurde er 25., 1964 15., 1965 15., 1966 25. und 1969 28. im Weltmeisterschaftsrennen der Amateure.